# Magny-la-Fosse
Magny-la-Fosse é uma comuna francesa na região administrativa de Altos da França, no departamento de Aisne. Estende-se por uma área de 3,63 km². Em 2010 a comuna tinha 127 habitantes (densidade: 35 hab./km²).